# Felsenreitschule

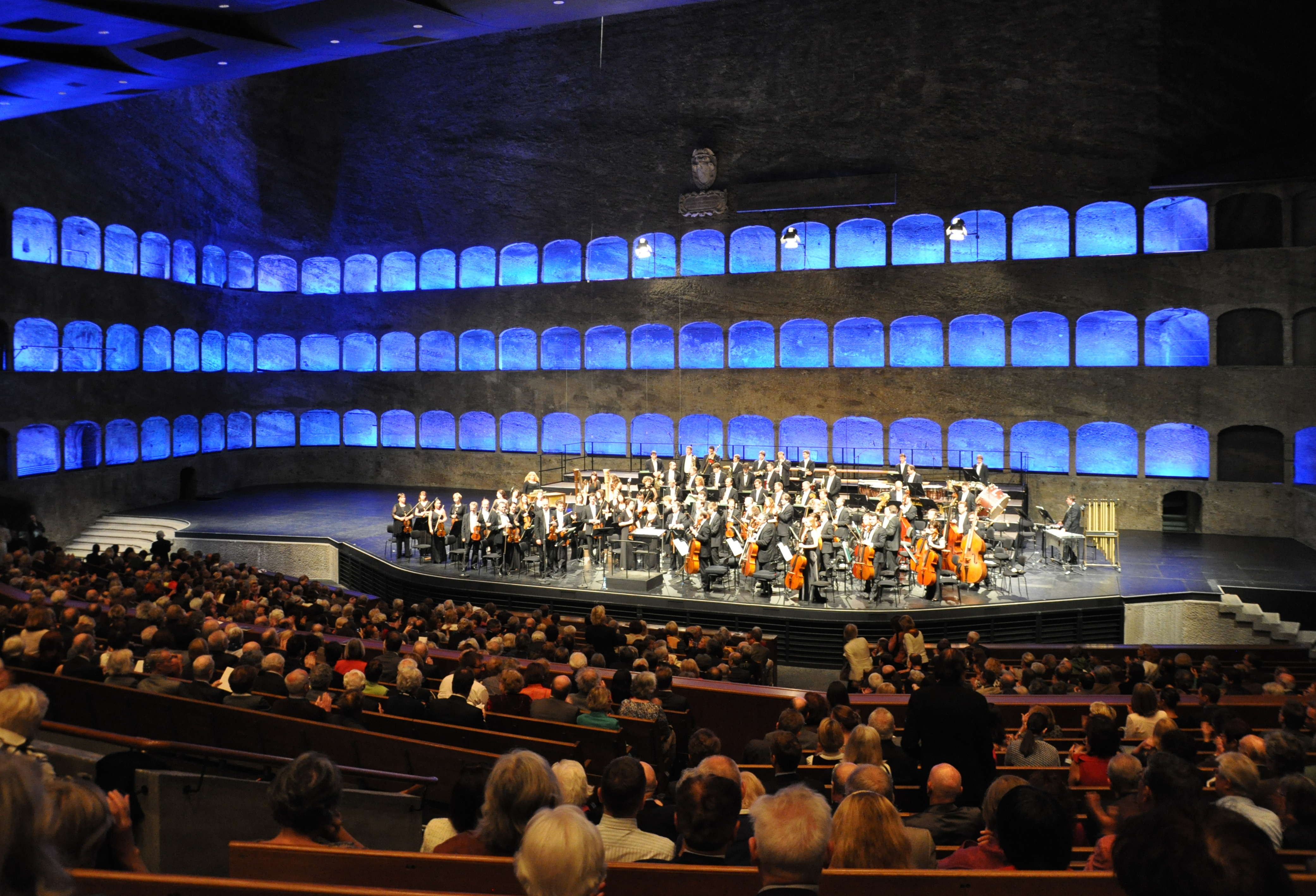
Konzert in der Felsenreitschule, 2013

Die Felsenreitschule ist eine Spielstätte der Salzburger Festspiele.

## Die fürsterzbischöfliche Sommerreitschule

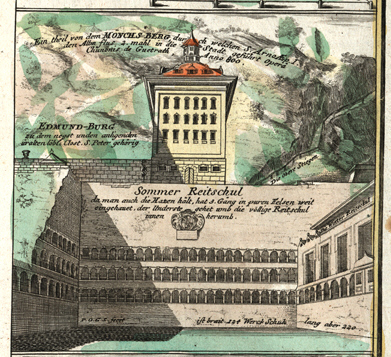
Felsenreitschule, um 1712

Die Felsenreitschule wurde 1693 unter Erzbischof Johann Ernst von Thun nach Plänen von Johann Bernhard Fischer von Erlach an der Stelle des Konglomerat-Steinbruchs für den neuen Salzburger Dom, neben den Hofstallungen errichtet. Sie wurde als erzbischöfliche Sommerreitschule und für Tierhatzen verwendet. Das Publikum fand in den 96 Arkaden Platz, die dreigeschoßig übereinander angelegt sind.
1841 wurde für die Hofstallkaserne die Reitschule als k. k. Kavallerie-Reithalle adaptiert, erweitert und gedeckt. Nach dem Ersten Weltkrieg war hier auch das erste Bundesheer stationiert.

## Spielstätte der Festspiele
Seit 1926 wurde die Felsenreitschule für Freilichtaufführungen von Schauspielen im Rahmen der Salzburger Festspiele genutzt. Die ehemaligen Zuschauerarkaden dienen seit damals als Natur-Bühnenbild. Die erste Inszenierung war Carlo Goldonis Der Diener zweier Herren in der Regie von Max Reinhardt.
1933 baute Clemens Holzmeister für Max Reinhardt hier die Fauststadt, eine Simultanbühne für Reinhardts legendäre Inszenierung von Goethes Faust I.
Herbert von Karajan verwandelte die Felsenreitschule 1948 erstmals in eine Opernbühne für Aufführungen von Christoph Willibald Glucks Orfeo ed Euridice. 1949 folgte die Uraufführung von Carl Orffs Vertonung des antiken Trauerspiels Antigonae von Sophokles in der deutschen Übersetzung von Friedrich Hölderlin unter dem Dirigat von Ferenc Fricsay.
In den Jahren 1968–1970 wurde die Felsenreitschule nach Plänen von Clemens Holzmeister umgestaltet und mit Ludwig van Beethovens Fidelio unter der Leitung von Karl Böhm eingeweiht. Die Bühne von 40 Metern Breite erhielt eine Unterbühne von 4 Metern Tiefe. Erneuert wurde zudem die freitragende Zuschauertribüne mit dem darunterliegenden Kulissendepot. Eine lichtdichte, ausfahrbare Regenplane mit einem Regenauffangnetz zur Dämpfung der Geräusche schützt die Bühne. Dieses Dach kann geöffnet werden. 
Zwischen den Festspielsommern 2010 und 2011 wurde das mobile Dach nach den Plänen des Münchner Architekten Erhard Fischer erneuert: Durch die moderne Konstruktion gewannen die Festspiele 700 m² Nutzfläche für Technik und Probenräume. Das neue Pultdach besteht aus drei mobilen Segmentflächen und ist auf fünf Teleskoparmen innerhalb von sechs Minuten ein- und ausfahrbar. Hängepunkte auf Teleskopträgern für Bühnentechnik (Kettenzüge), verbesserter Schall- und Wärmeschutz und zwei Beleuchterbrücken optimieren das Bühnengeschehen. Das Bauwerk stammt vom Architektenteam HALLE 1 und erhielt 2012 als Anerkennung den Architekturpreis des Landes Salzburg.
Die Felsenreitschule fasst 1412 Sitz- und 25 Stehplätze. Sie teilt ihr Foyer mit dem des Hauses für Mozart (Kleines Festspielhaus).

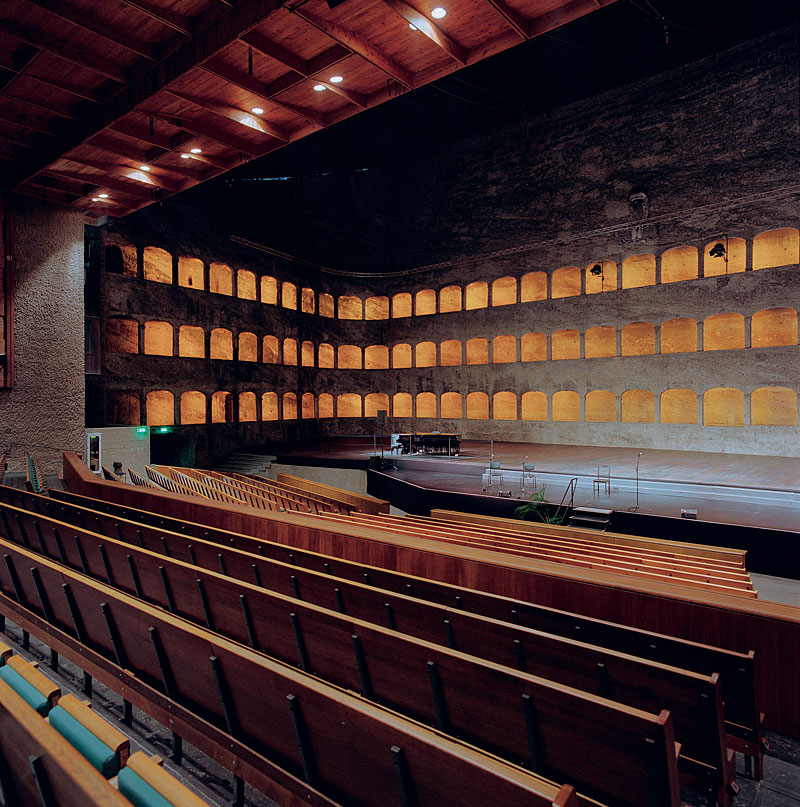
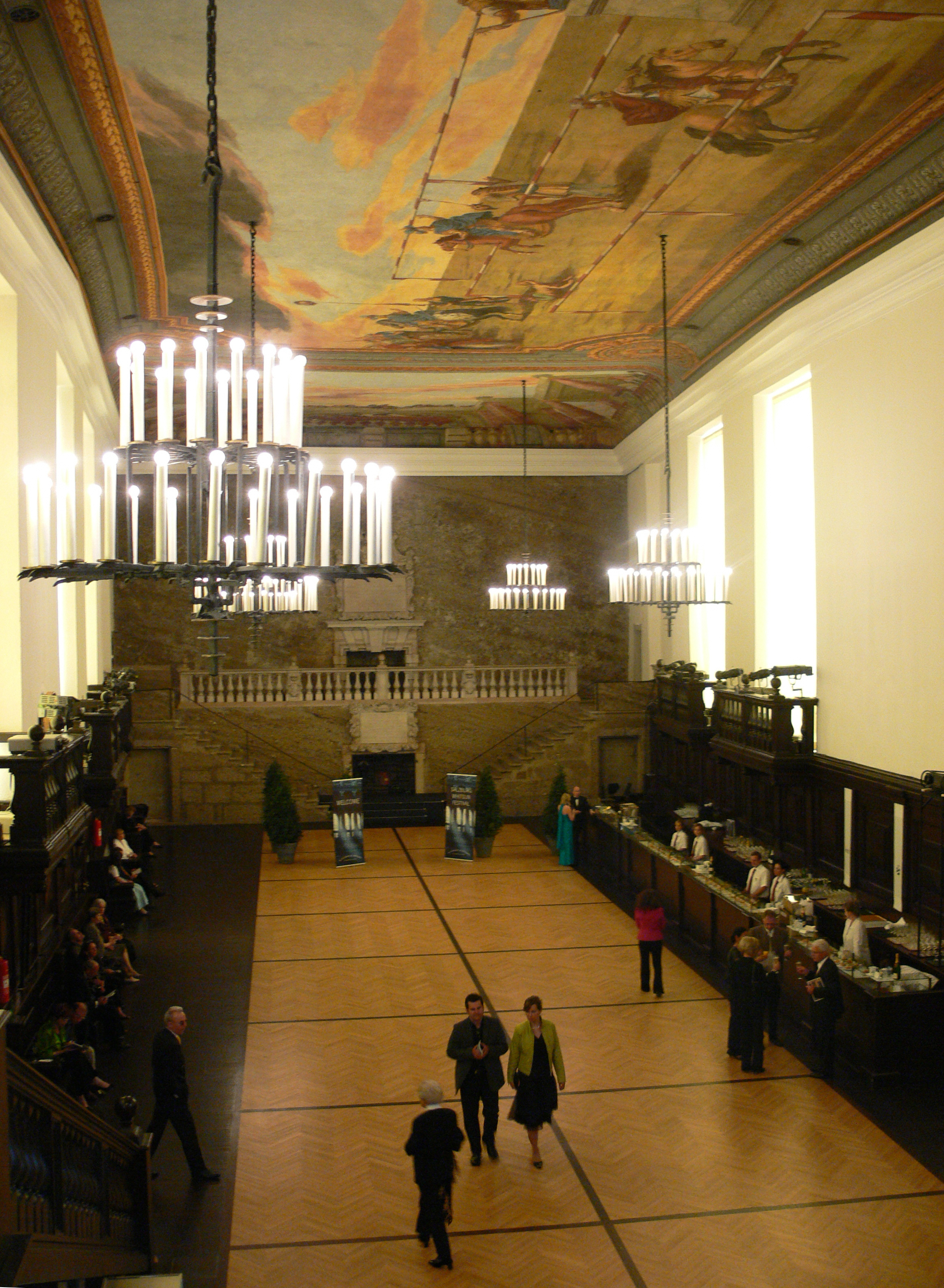
Foyer der Felsenreitschule und des Hauses für Mozart
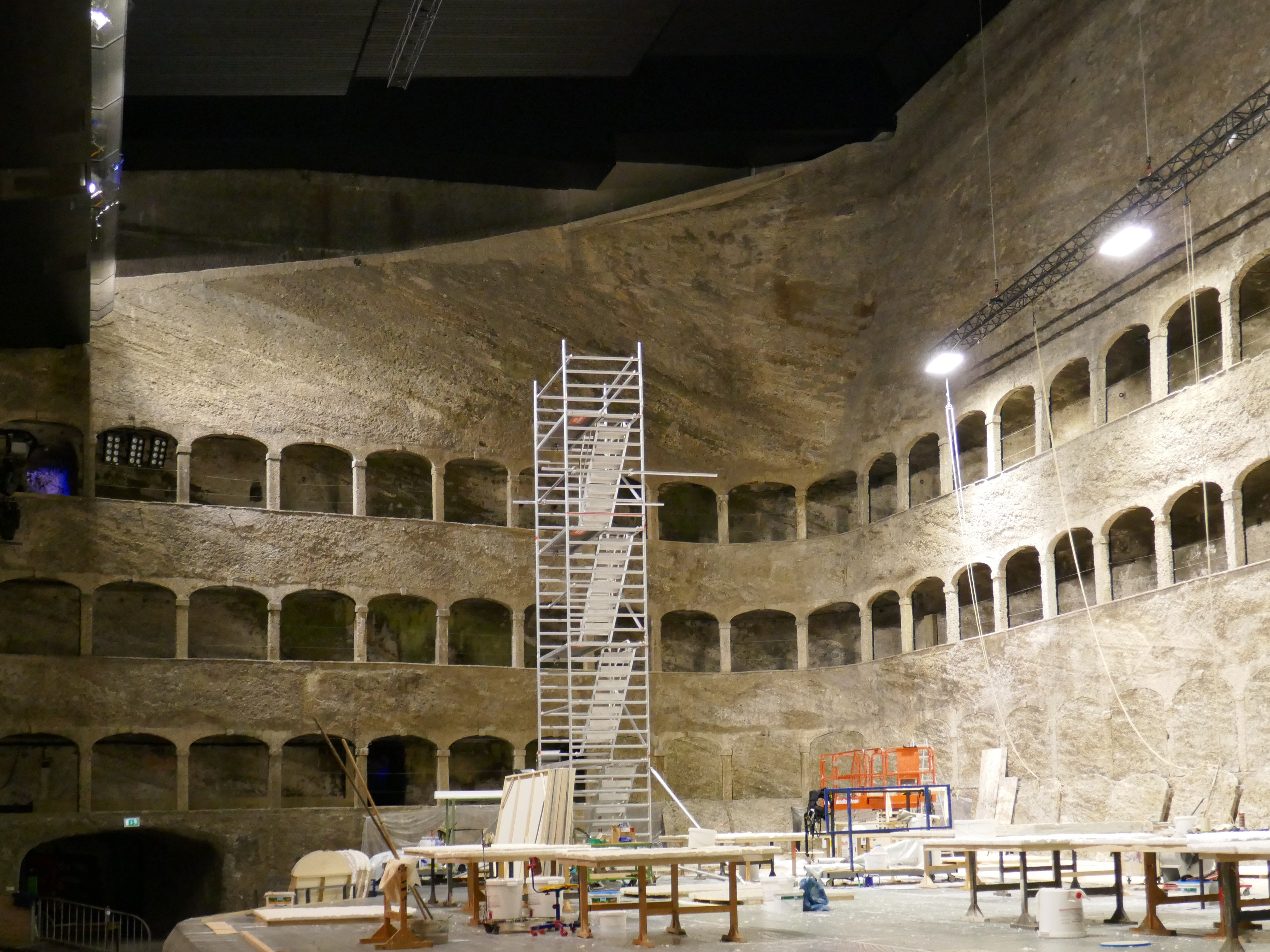
Bühne
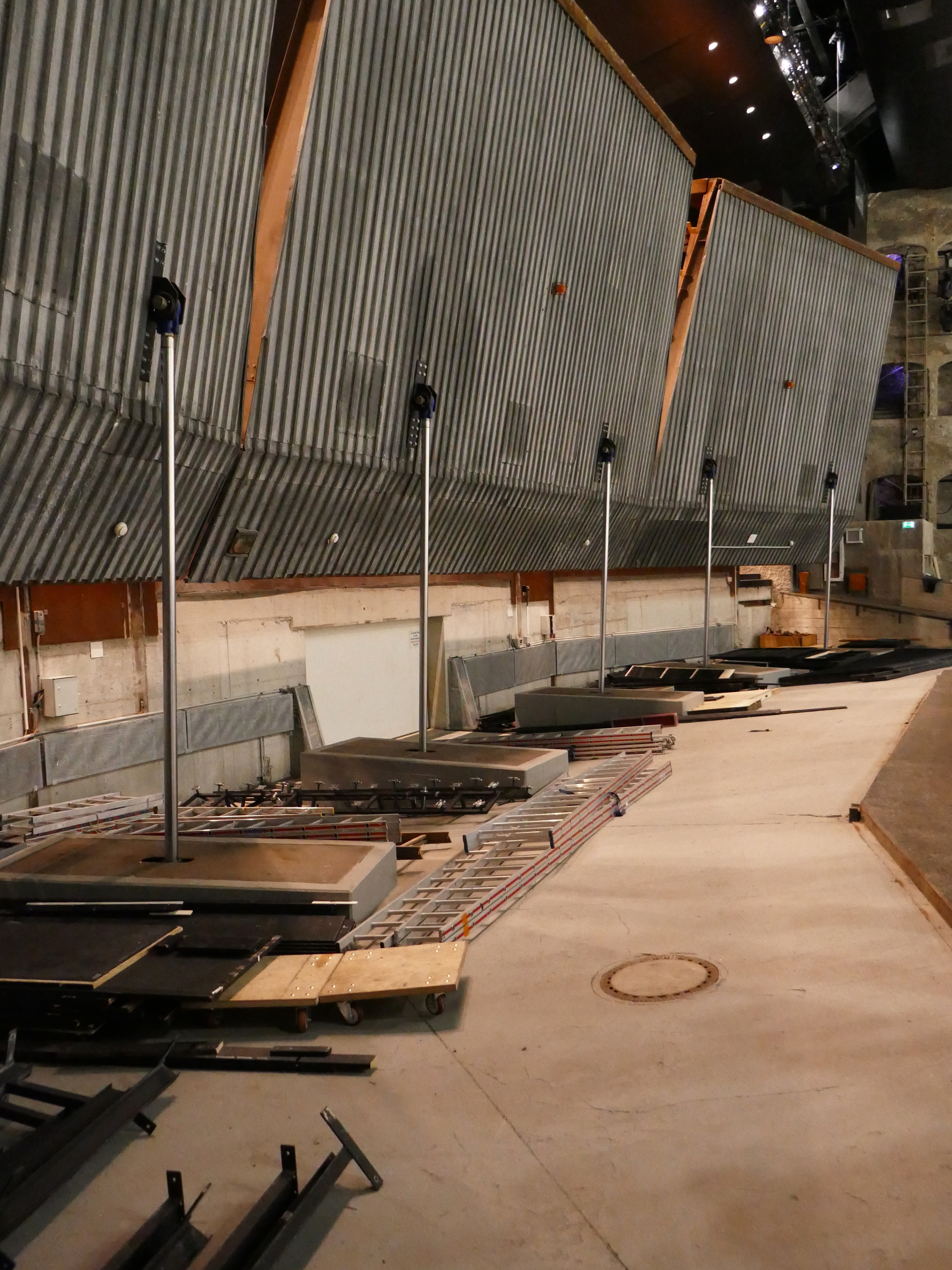
Bühnentechnik